# Stenolophus fuscatus
Stenolophus fuscatus es una especie de escarabajo de tierra del género Stenolophus, tribu Harpalini, subfamilia Harpalinae. Fue descrita científicamente por Dejean en 1829.
La especie se mantiene activa durante los meses de mayo y diciembre.

## Distribución
Se distribuye por Estados Unidos y Canadá.